# Anson County
Anson County ist ein County im Bundesstaat North Carolina der Vereinigten Staaten. Der Verwaltungssitz (County Seat) ist Wadesboro, das nach Colonel Thomas Wade benannt wurde.

## Geographie
Das County liegt im mittleren Südwesten von North Carolina, grenzt im Süden an South Carolina und hat eine Fläche von 1391 Quadratkilometern, wovon 14 Quadratkilometer Wasserfläche sind. Es grenzt im Uhrzeigersinn an folgende Countys: Stanly County, Richmond County und Union County.
Anson County ist in acht Townships aufgeteilt: Ansonville, Burnsville, Gulledge, Lanesboro, Lilesville, Morven, Wadesboro und White Store.

## Geschichte
Anson County wurde 1750 aus Teilen des Bladen County gebildet. Benannt wurde es nach George Anson, 1. Baron Anson, einem britischen Admiral und Chef der Admiralität sowie Weltumsegler, der von 1724 bis 1730 in den Dreizehn Kolonien stationiert war. Bei der Ersten Seeschlacht am Kap Finisterre im Jahr 1747 war er Befehlshaber der britischen Flotte.
Sechs Bauwerke und Stätten des Countys sind insgesamt im National Register of Historic Places eingetragen (Stand 22. Februar 2018).

## Demografische Daten
Nach der Volkszählung im Jahr 2000 lebten im Anson County 25.275 Menschen. Davon wohnten 1.427 Personen in Sammelunterkünften, die anderen Einwohner lebten in 9.204 Haushalten und 6.663 Familien. Die Bevölkerungsdichte betrug 18 Einwohner pro Quadratkilometer. Ethnisch betrachtet setzte sich die Bevölkerung zusammen aus 49,53 Prozent Weißen, 48,64 Prozent Afroamerikanern, 0,45 Prozent amerikanischen Ureinwohnern, 0,57 Prozent Asiaten, 0,02 Prozent Bewohnern aus dem pazifischen Inselraum und 0,32 Prozent aus anderen ethnischen Gruppen; etwa 0,46 Prozent stammten von zwei oder mehr Ethnien ab. 0,83 Prozent der Bevölkerung sind spanischer oder lateinamerikanischer Abstammung.
Von den 9.204 Haushalten hatten 31,0 Prozent Kinder unter 18 Jahren, die bei ihnen lebten. 47,8 Prozent davon waren verheiratete, zusammenlebende Paare, 19,8 Prozent waren allein erziehende Mütter und 27,6 Prozent waren keine Familien. 25,1 Prozent waren Singlehaushalte und in 11,0 Prozent lebten Menschen mit 65 Jahren oder älter. Die Durchschnittshaushaltsgröße betrug 2,59 und die durchschnittliche Familiengröße war 3,09 Personen.
25,2 Prozent der Bevölkerung waren unter 18 Jahre alt. 8,6 Prozent zwischen 18 und 24 Jahre, 29,0 Prozent zwischen 25 und 44 Jahre, 22,8 Prozent zwischen 45 und 64, und 14,4 Prozent waren 65 Jahre alt oder älter. Das Durchschnittsalter betrug 37 Jahre. Auf alle weibliche Personen kamen 96,5 männliche Personen. Auf alle Frauen im Alter von 18 Jahren oder darüber kamen 95,8 Männer.
Das jährliche Durchschnittseinkommen eines Haushalts (Median) betrug 29.849 USD, das Durchschnittseinkommen einer Familie 35.870 $. Männer hatten ein durchschnittliches Einkommen von 27.297 $, Frauen 20.537 $. Das Prokopfeinkommen betrug 14.853 $. 17,8 Prozent der Bevölkerung und 15,5 Prozent der Familien lebten unterhalb der Armutsgrenze. 23,9 Prozent von ihnen sind Kinder und Jugendliche unter 18 Jahre und 16,7 Prozent sind 65 Jahre oder älter.

## Städte und Gemeinden
| - Ansonville - Lilesville - McFarlan - Morven | - Peachland - Polkton - Wadesboro |